# Rosario Spina
Rosario Spina, noto come Saru Spina (Acireale, 1856 – Catania, 1943), è stato un pittore italiano.

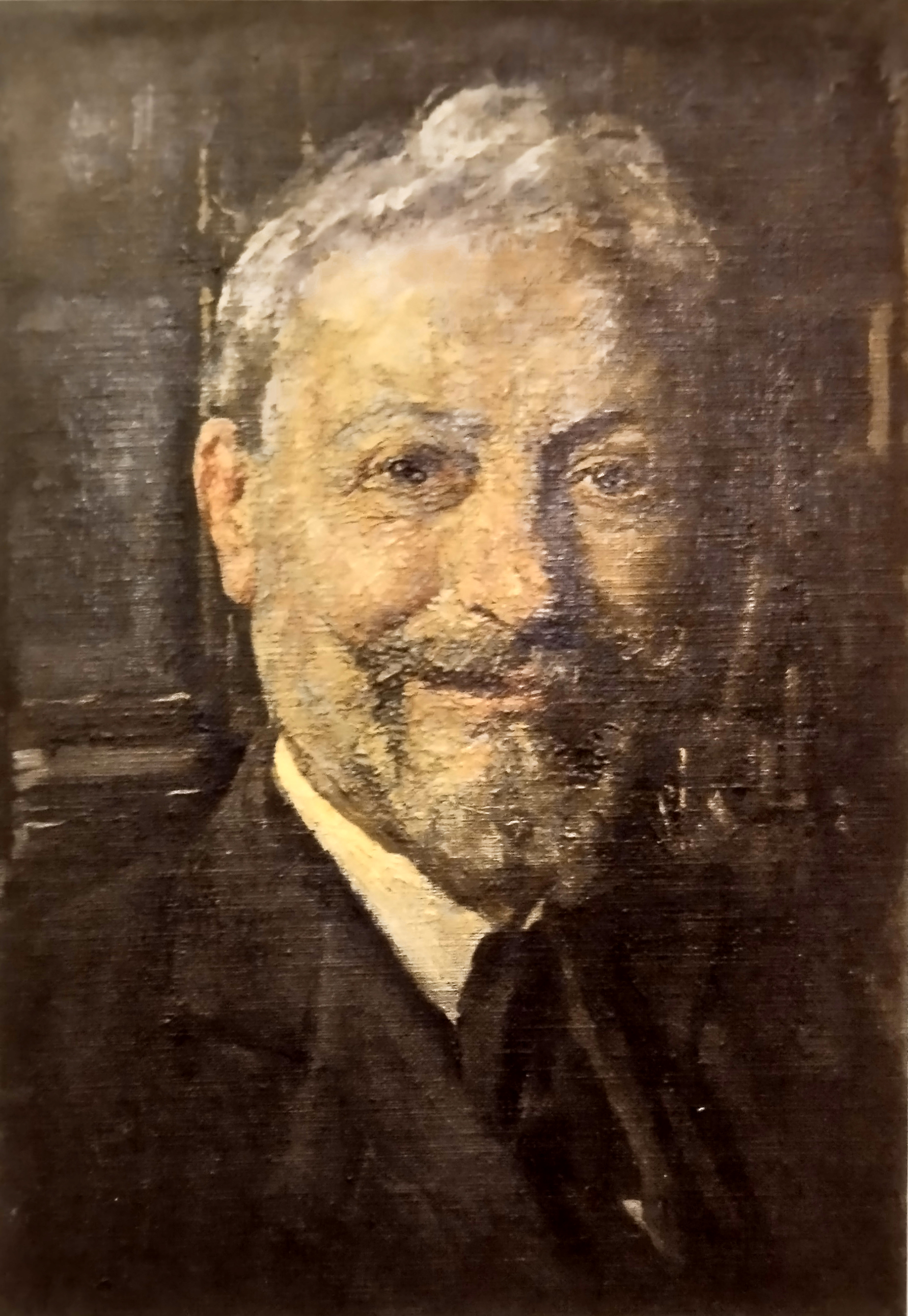
Autoritratto di Saru Spina. Pinacoteca Zelantea, Acireale.

Figlio del pittore acese Giuseppe (Spina Capritti) e di Venera Raciti, dopo un apprendistato alla bottega del padre, seguì gli studi a Napoli ma fu costretto a ritirarsi per una crisi finanziaria. Aprì poi un laboratorio a Catania.
Uno dei più importanti pittori di Acireale, accostato a Pietro Paolo Vasta e a Giacinto Platania, partecipò alla "Esposizione artistica industriale didattica di Messina" del 1882, all'"Esposizione Nazionale di Palermo" del 1891-1892, alla "Esposizione d'arte e fiori di Messina" del 1900. È considerato un noto artista di stile verista, a metà strada tra nuovo e tradizione. Viene ricordato l'Autoritratto con la moglie, dei primi del Novecento.
Alcune delle sue opere sono esposte alla Pinacoteca Zelantea (la Collezione Spina) e presso il palazzo comunale di Acireale; suoi gli affreschi nella Chiesa madre di Sant'Alfio. A lui è dedicata una via di Acireale.